# Броненосецът „Потьомкин“
Вижте пояснителната страница за други значения на Потьомкин.
„Броненосецът „Потьомкин“ (на руски: Броненосец „Потёмкин“) е съветски исторически пропаганден филм от 1925 година на режисьора Сергей Айзенщайн по негов сценарий в съавторство с Нина Агаджанова и Григорий Александров.
В центъра на сюжета е бунтът на бойния кораб „Потьомкин“ по време на Руската революция от 1905 г.
Филмът ярко отразява марксистката идеология на комунистическия режим през 20-те години на XX век. Въпреки това лентата е призната като революционна в кинематографията и задължителна за всеки занимаващ се с кино.
Сниман е в Одеса. С прожектирането му по света става широко известно одеското Потьомкинско стълбище, водещо към брега на Черно море. По режисьорски замисъл заема централно място с потресаващата картина на полицейска стрелба по мирни жители на стълбището и спускащата се по стъпалата към морето детска количка с бебе.
През годините филмът е бил орязван няколко пъти. На Световното изложение в Брюксел през 1958 г. „Броненосецът „Потьомкин“ е обявен за най-добрия филм на всички времена.
Историческото копие на филма се съхранява в Британския филмов институт.